# The Bat!
The Bat! – komercyjny klient pocztowy produkcji mołdawskiej firmy Ritlabs.
Funkcjonalność:
- obsługuje protokoły POP3 i IMAP, także poprzez SSL/TLS
- oferuje obsługę kilku kont pocztowych jednocześnie
- obsługuje filtrowanie poczty, także pod kątem zawartości niestandardowych (zdefiniowanych przez użytkowników) nagłówków
- możliwość tworzenia szablonów wiadomości, także z możliwością przypisania szablonu do poszczególnych folderów
- obsługuje wiadomości w czystym tekście i w HTML
- obsługuje standardy PGP oraz S/MIME
- obsługuje słowniki Hunspell (dostępne w pakiecie OpenOffice.org)
- w wersjach Professional oraz Voyager ma unikatową możliwość szyfrowania bazy danych programu
- wersja Professional ponadto oferuje szyfrowanie bazy z wykorzystaniem tokenów kryptograficznych, a także umożliwia autoryzację połączenia klient-serwer przy pomocy funkcji biometrycznych
- wszystkie wersje programu można rozbudowywać przy pomocy dodatkowych wtyczek: antywirusowych, antyspamowych oraz ogólnych zwiększających samą funkcjonalność programu